# Anaceros pauliani
Anaceros pauliani is een hooiwagen uit de familie Biantidae. De wetenschappelijke naam van Anaceros pauliani gaat terug op Lawrence.